# 名古屋神宮郵便局
名古屋神宮郵便局（なごやじんぐうゆうびんきょく）は、愛知県名古屋市熱田区にある郵便局である。

## 概要
住所：〒469-8799 愛知県名古屋市熱田区六野二丁目6-1
昭和59年8月に、郵便物の増加に伴う名古屋中央郵便局の狭隘を改善し、中京圏の郵便サービスの向上と安定を図る目的で「名古屋郵便集中局」が設置された。主な取扱業務は、当時名古屋中央郵便局の所管していた地域区分業務の一部を受け持つほか、名古屋市内ほぼ全域から差し出された全種別郵便物の集中差立処理を行っていた。一般局のような窓口サービスは無く大口郵便物の引受のみを取り扱っていた。
民営化に際し名称を「名古屋神宮支店」に改称したが、2社統合に伴い名称を「名古屋神宮郵便局」に改称した。
民営化以前は名古屋中郵便局管轄区域内の一部の郵便ポストおよび無集配特定郵便局からの郵便物の取集も行っていた（民営化以後も名古屋中郵便局管轄区域内の一部の郵便物の取集は継続中である）。

### 併設施設
- 日本郵便 東海支社 郵便・物流法人営業部 名古屋法人営業室[2]
- 日本郵政 東海郵政健康管理センター神宮分室

### 分室
- 愛西分室 - 愛西市南河田町八龍5-5[3]
- 中村分室 - 名古屋市中村区岩塚町字高道1（ロジポート名古屋内）[3]

## 沿革
- 1982年（昭和57年）7月20日 - 名古屋郵便集中局開局準備室設置規程（昭和57年公達第68号）施行。名古屋郵便集中局の開局に必要な諸準備を整え、円滑な業務運行を図るため、東海郵政局に名古屋郵便集中局開局総合準備室を設置したもの[4]。
- 1984年（昭和59年）8月1日 - 名古屋郵便集中局として開局。名古屋市内の郵便物の集中処理を目的とし、郵便番号上2桁が45から47までの地域の地域区分局業務を名古屋中央郵便局より移管され受け持つ。
- 1993年（平成5年）7月1日 - 当時、郵便局としては全国初の集荷サービスセンターが設置された。
- 2000年（平成12年）2月14日 - 名古屋中央郵便局から郵便番号上2桁が48と49の地域区分局業務を移管。
- 2007年（平成19年）10月1日 - 民営化に伴い郵便事業株式会社の支店となり、名称を名古屋神宮支店に改称。
- 2010年（平成22年）7月1日 - JPエクスプレスの事業を郵便事業が譲受したことに伴い、郵便番号上2桁が48・49の一部地域の荷物(ゆうパック)の区分を小牧ターミナル支店（旧JPエクスプレス小牧ターミナル）へ移管。
- 2011年（平成23年）8月28日 - 小牧ターミナル支店廃止に伴い、同支店の荷物(ゆうパック)の区分業務が再び移管される。
- 2012年（平成24年）10月1日 - 郵便事業株式会社と郵便局株式会社の統合に伴い日本郵便株式会社の郵便局となり、名称を名古屋神宮郵便局に改称。
- 時期不明 - 愛知県小牧市河内屋新田85番地に小牧分室（仮称）を設置予定。荷物（ゆうパック）の区分をする予定[5]。

## 郵便区・例外区域

### 郵便区
- 〒469-87xx

### 例外区域
原則として集配業務は行わないが、次に掲げるグループ各社に対しては例外として集配業務を行う。
- 日本郵政グループ（JPタワー名古屋の8〜10階。〒469-8797）
  - 日本郵便株式会社東海支社
  - かんぽ生命保険名古屋支店
  - 日本郵政株式会社中部施設センター
- ゆうちょ銀行名古屋貯金事務センター（〒469-8794、-8795）

※ 上記の通り、名古屋中郵便局管内の一部の郵便物の取集を受け持つ他、近隣の大口顧客の郵便物の集荷も行っている。

## 取扱業務

### 取り扱う業務
専用の冷凍車を保有している数少ない局でもある。
- チルドゆうパック
- 冷凍ゆうパック

### 取り扱わない業務
郵便事業専門の郵便局であるため、ゆうちょ銀行・かんぽ生命保険の業務は行っていない。ATMはかつて名古屋市熱田区を管轄する普通集配局である熱田郵便局の出張所として設置されていたが、本来局員用のものを便宜的に一般客に開放しているような雰囲気の場所にあった。そのためか平日でも終了が午後5時と早い上、日曜・休日は稼動しなかった。民営化に伴い、2007年（平成19年）8月末をもって撤去された。